# Twin Internet Prime Search
Twin Internet Prime Search o (Twin Prime Search) o (TPS) è un progetto di calcolo distribuito, nato nel 2006, con lo scopo di cercare numeri primi gemelli della forma k · 2n ± 1 (dove k e n sono due numeri naturali).
L'obiettivo dichiarato del progetto è quello di trovare i due primi gemelli più grandi conosciuti al mondo.
Tale progetto utilizza i programmi di pubblico dominio NewPGen, per l'eliminazione dei candidati con fattori piccoli, e LLR, che applica ai numeri restanti (quelli non eliminati da NewPGen) il test di primalità Lucas-Lehmer-Riesel.
Il 15 gennaio 2007 il sistema è stato in grado di individuare la sua prima coppia di numeri primi gemelli: 2003663613 · 2195000 ± 1. Ciascuno di questi due numeri (che, alla data della loro scoperta, risultano essere la più grande coppia di numeri primi gemelli noti) è costituito da 58711 cifre.
Il merito per la scoperta, oltre che al TPS, va al progetto PrimeGrid e alle seguenti persone Eric Vautier (Francia), Dmitri Gribenko (Ucraina), Patrick W. McKibbon (USA).
La collaborazione con il progetto di calcolo distribuito PrimeGrid ha portato il 25 luglio 2009 alla scoperta di quelli che erano i numeri primi gemelli più grandi conosciuti ovvero 65516468355 · 2333333 ± 1 (100355 cifre ciascuno). Autori materiali di tale scoperta sono stati il tedesco Peter Kaiser e lo statunitense Keith Klahn.
Con la medesima collaborazione si è giunti nel dicembre 2011 ad individuare la nuova più grande coppia ovvero 3756801695685 · 2666669 ± 1 (200700 cifre ciascuno) grazie a Timothy D. Winslow (USA).